# Oólito

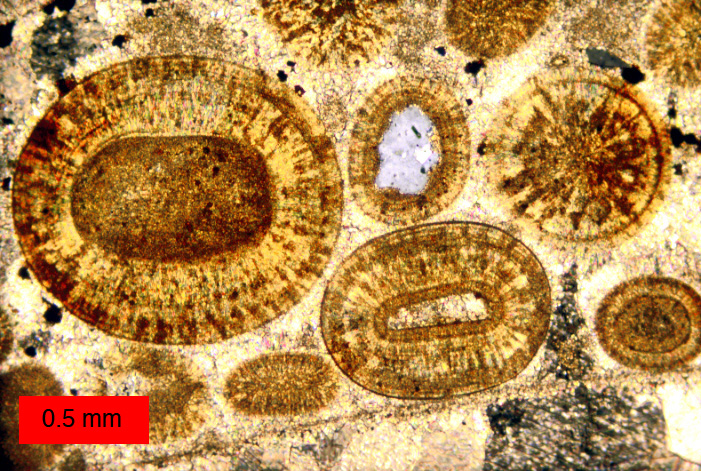
Microscopia de uma lâmina de oosparite com oólitos calcíticos num cimento de calcite (rocha da Carmel Formation, Jurássico, do sul de Utah, USA). O maior ooide tem 1,2 mm de diâmetro.

Os oólitos  são partículas de configuração esférica ou elipsoidal, do tamanho de grãos de areia (0,25 a 2,00 mm de diâmetro), formados por precipitação química inorgânica de carbonato de cálcio em águas agitadas e com pouca deposição de material clástico, em torno de um núcleo.

## Etimologia
O substantivo «oólito» resulta da aglutinação dos étimos gregos antigos ᾠόν (òoion), que significa «ovo» e λίθος (litós), que significa «pedra».

## Formação
A precipitação ocorre geralmente de forma radial, em camadas concêntricas, em torno de um núcleo. O núcleo pode ser um fragmento mineral, como quartzo, ou de fragmento de concha, dando origem a pequenos grãos que se assemelham, no formato, a ovos de peixe, daí o nome «oólito» (ovos de pedra).
Embora sejam constituídos predominantemente por CaCO3, os oólitos apresentam por vezes quantidades apreciáveis de outros materiais, nomeadamente sílica, dolomita e fosfatos diversos.
A litificação dos oólitos origina os calcários oolíticos, os quais são muito comuns em jazidas exploradas para produção de rochas ornamentais e para material de revestimento em arquitectura.
Quando atingem dimensões da ordem dos 0,5 a 1,0 cm denominam-se pisólitos.

## Ocorrências
Alguns exemplares calcário oolítico foram formados na Inglaterra durante o período jurássico, e formam a Colinas de Cotswold, a Ilha de Portland com sua famosa Portland Stone, e parte do North Yorkshire Moors. 
Em Portugal, um exemplo pertinente de calcários oólitcos é a pedra de Ançã. Trata-se de um calcário de cor clara, branco-amarelada, com granulado muito fino, homogéneo, bioclástico e calciclástico, de tendência oolítica e com cimento micrítico pouco espatizado. Encontra-se fundamentalmente nas freguesias de Ançã e Portunhos. Foi amplamente utilizada como uma pedra ornamental na região centro, ao longo da história de Portugal.